# شهرك خاوران
شهرك خاوران (بالفارسية: شهرک خاوران) هي منطقة سكنية تقع في إيران في Central District of Tabriz County. يقدر عدد سكانها 8.1 كم2 .